# Волт-Бой
Волт-Бой або Vault Boy (Хлопчик-зі-сховища) — талісман медіа-франшизи Fallout. Створений співробітниками Interplay Entertainment, першими власниками інтелектуальної власності Fallout, Волт-Бой був представлений у Fallout 1997 року як рекламний персонаж, що представляє Vault-Tec, вигадану мегакорпорацію, яка побудувала серію спеціалізованих сховищ у Сполучених Штатах до ядерний голокост, який створює світовий стан всесвіту Fallout. У серії відеоігор Волт-Бой служить для відображення статистичної інформації персонажа гравця в меню інтерфейсу користувача (UI) і є повторюваним елементом у продуктах Vault-Tec, які можна знайти у вигаданому всесвіті Fallout. У телевізійному серіалі Fallout 2024 року Волт-Бой зображений у рекламі Vault-Tec актором Купером Говардом (у виконанні Волтона Гоггінса).
Дизайн Волт-Бой був розроблений Леонардом Боярським, який черпав натхнення у фільмах 1950-х років, а також у візуальній естетиці настільної гри на економічну тему «Монополія». Волт-Бой є повсюдною частиною рекламних матеріалів і мерчандайзингу бренду Fallout, і критики вважають його одним із найбільш впізнаваних елементів франшизи та втіленням її сардонічних, ретрофутуристичних тем.

## Концепція та дизайн
Волт-бой не мав імені у Fallout 1997 року, хоча в інструкції до гри персонаж згадується як Vault-Man. Його створив Леонард Боярський, який спочатку думав про нього як про «майстерника», коли розробляв перший твір концептуального мистецтва персонажа. Волт-бой частково базувався на естетиці Rich Uncle Pennybags із настільної гри «Монополія», і Боярський придумав ідею та дизайн для «карток Волт-Бой», які мають створити враження як від карток «Монополія», показуючи персонажа, який бере участь у різноманітні заходи в жартівливій формі. Волт-Бой був намальований для Fallout Джорджем Алмондом для перших кількох карток і Трамеллом Реєм Айзеком, який завершив зовнішній вигляд персонажа. Персонаж натхненний фільмами, знятими протягом 1950-х років, зокрема мультфільмом Черепаха Бертом з анімаційного соціального фільму про цивільну оборону 1952 року «Качка та прикриття», і пародіює подвійність веселого оптимізму та підземної параної з тієї епохи.
Брайан Мензе відповідав за всі зображення Волт-Боя, намальовані для Fallout 2 1998 року та Fallout: New Vegas 2010 року, і він дотримувався художнього стилю Айзека для персонажа. З іншого боку, розробники спін-оффу Fallout Tactics: Brotherhood of Steel 2001 року, Micro Forté, переплутали Волт-Боя з іншим елементом у всесвіті під назвою Pip-Boy. Як «Піпбой», ітерація персонажа в Тактиці, а також традиційна серія карикатур, що представляють навички та переваги, були намальовані Едом Орманом. Вибране Мікро Форте ім'я для персонажа було збережено колишнім сценаристом Interplay Крісом Авеллоном, коли він розробив і самостійно опублікував Біблію Fallout у 2002 році. Коментуючи цю плутанину, Боярський уточнив в інтерв'ю 2004 року, що «Волт-Бой» завжди мав бути іменем персонажа, тоді як Піп-бой мав бути «маленьким хлопцем у вашому інтерфейсі Піп-боя», який базується на талісмані мережі ресторанів Big Bob's Big. Bethesda Softworks, розробники франшизи, починаючи з Fallout 3, започаткували використання імені «Волт-Бой» для персонажа-талісмана після придбання ними франшизи в середині 2000-х років. Наталія Смирнова намалювала персонажа для Fallout 3.
Як талісман Fallout, Волт-Бой часто використовується для передачі «часто тупого, іноді огидного почуття гумору» серії. Улюбленою ілюстрацією Ормана персонажа з «Тактики» був спеціальний ефект шкоди «нерухомий», де він все ще має «щасливу, до біса байдужу усмішку», хоча його тіло жахливо понівечене. Під час розробки Fallout 2 Мензе попросили придумати ілюстрацію бонусів для репутації «Дітовбивці», яка буде надана персонажу гравця, якщо він чи вона вб'ють персонажа-дитину, випадково чи іншим чином. Мензе доопрацював зображення завзятого Волт-Боя, що б'є ногами вагітну жінку в живіт, і вважав, що його підхід був найменш образливим способом представити ілюстрацію буквального вбивці дітей. І Мензе, і дизайнер, який попросив його, згодом зрозуміли, що це було недоречно, і погодилися не використовувати його, що стало єдиним зображенням Волт-Боя, вирізаним із Fallout 2.

## Опис

Корпоративний логотип Vault-Tec

Волт-Бой — персонаж-талісман Vault-Tec Corporation, також відомої як Vault-Tec Industries, який з'являється в їхніх рекламах, посібниках, продуктах і навчальних фільмах. Хоча гасло Vault-Tec «революціонізація безпеки для невизначеного майбутнього» говорить про те, що компанія дбає про найкращі інтереси людей, її постійно зображують як безсовісну корпорацію. У рамках історії серії Vault-Tec уклала контракт з урядом США для виконання загальнонаціонального проєкту в 2054 році з будівництва протирадіосховищ, відомих як «Сховища», для американської громадськості в очікуванні можливої ядерної війни з ворогами. Кожне Сховище є самодостатнім і теоретично здатне підтримувати своїх мешканців необмежено довго; однак проєкт Vault ніколи не задумувався як життєздатний метод заселення Сполучених Штатів у разі ядерного голокосту. Натомість більшість Сховищ були таємними, неетичними соціальними експериментами, призначеними для визначення впливу різних екологічних і психологічних умов на їх мешканців. У цьому контексті Волт-Бой цинічно розгортається як введення в оману, щоб заспокоїти нічого не підозрюючих людей, якими можуть неодноразово маніпулювати та наражати на небезпеку експерименти, приховані за фасадом безпечних радіаційних сховищ.
Волт-Бой представлений як молодий персонаж мультфільму чоловічої статі, одягнений у синьо-жовтий комбінезон, зі світлим волоссям, укладеним у характерну завитку. Його типовим виразом є широка сяюча посмішка, але було показано, що він також має інші вирази обличчя. Його фірмова поза — стояти з витягнутою рукою вгорі великим пальцем, іноді з одним закритим оком. Функція персонажа в грі полягає в тому, щоб передавати інформацію гравцям: наприклад, він використовується для представлення гравця в меню бонусів у Fallout 4 або у відео, де пояснюється СПЕЦІАЛЬНА система статистики персонажів. Волт-Бой також з'являється на ілюстраціях до досягнень і трофеїв для відеоігор, розроблених після придбання Bethesda Fallout IP. Волт-Бой іноді представлений як жіночий еквівалент, Волт-Гьорл (Vault Girl), яка також блондинка і носить подібний одяг.
У Fallout Shelter 2015 року виразний художній стиль Волт-Бой використовується для випадково згенерованих мешканців сховища, якими гравці керують у грі.
22 червня 2020 року до Super Smash Bros. Ultimate було додано настроюваний скін для персонажа Mii Gunner на основі Волт-Бой.
У телесеріалі Fallout 2024 року показується, що Волт-Бой заснований на акторі Купері Говарді, якого зіграв Волтон Гоггінс, який був оригінальним обличчям реклами Vault-Tec до того, як його замінили талісманом Волт-Бой.

## Культурний вплив

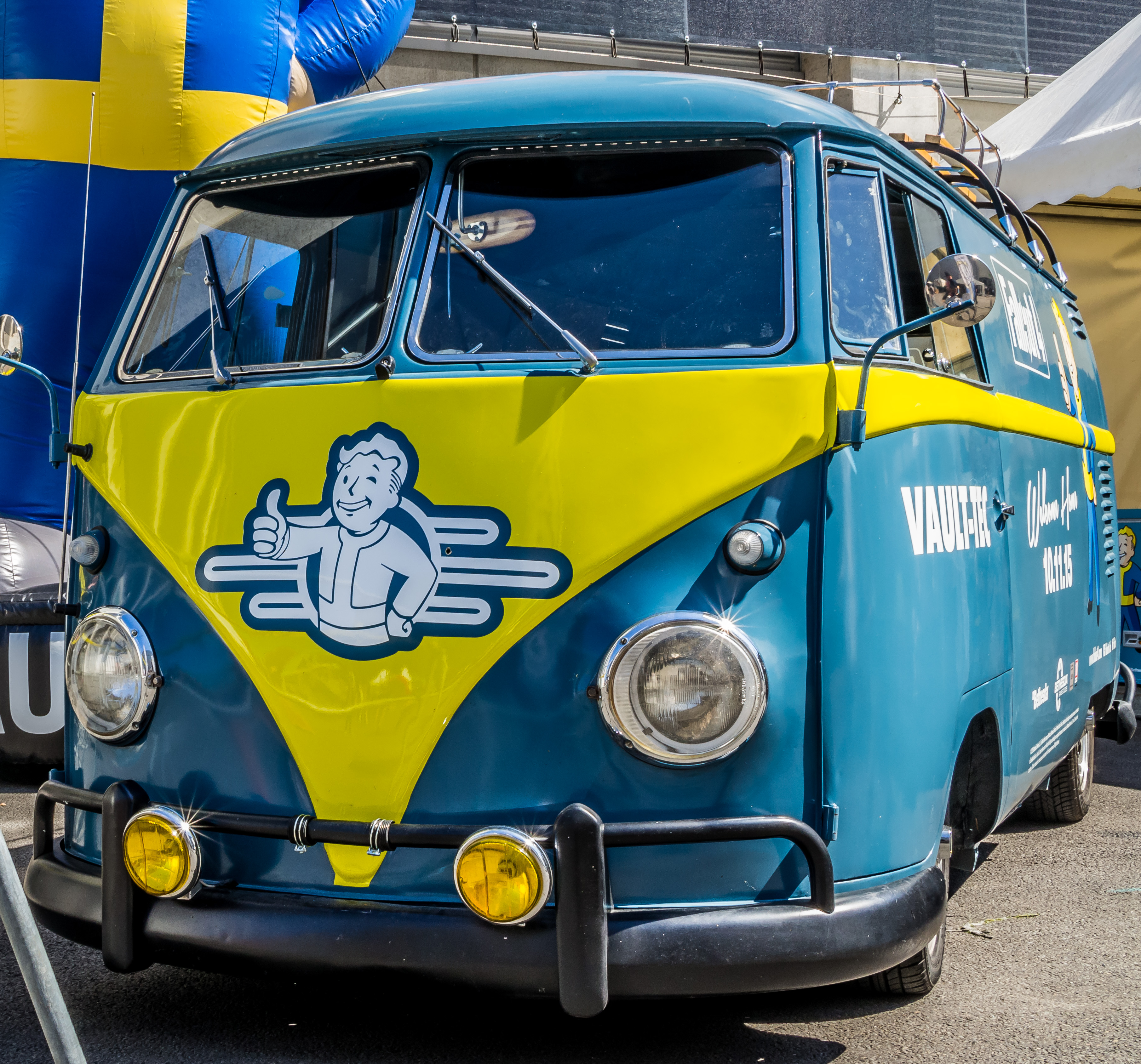
Фургон із зображенням Волт-Бой і логотипом Vault-Tec на Gamescom 2015.

Критики відзначили, що Волт-Бой досяг рівня культурного впливу та вірусного визнання за межами оригінального контексту персонажа, чого не очікували колишні співробітники Interplay, такі як Тім Кейн і Фергус Уркхарт, у перші роки франшизи. Це попри те, що Волт-Бой не є персонажем, якого гравець може зустріти у всесвіті Fallout. Джеремі Піл з PCGamesN стверджував, що Волт-Бой, як талісман для «сардонічних образів 1950-х років», став «таким же впізнаваним, як Міккі Маус». У 2010 році Empire опублікувала статтю, в якій Волт-Бой потрапив до 50 найкращих персонажів відеоігор. Журнал Time назвав Волт-Боя третім найвпливовішим персонажем відеоігор усіх часів, вихваляючи його «величезний абсурдний і нешанобливий спектр вдач і поз, від гіперболічного химерності до жахливих розчленовувань», що зробило його іконою сюрреалістичного гумору в подібній манері, як і персонажі з серіалу Монті Пайтон.
Теорія шанувальників про Волт-Боя полягала в тому, що характерна поза персонажа — це непомітний спосіб визначити, чи перебуває людина в радіусі радіоактивних опадів ядерного вибуху і, таким чином, у безпеці від радіації чи інших причин. Колишні співробітники Interplay, такі як Браян Фарго та Тремелл Рей Айзек, наполягали на тому, що персонаж не приховує таємного значення, а просто підбадьорює, хоча це не обов'язково може бути щирим за своєю природою тоді ця теорія була підтверджено в телесеріалі Fallout 2024 року.
Пишучи для публікації 2017 року «100 Greatest Video Game Characters», Роуен Деррік описав Волт-Боя як символ ідилічного світу до ядерної війни та постійне нагадування про невдачі цього світу; концепція, яка охоплює обіцянку псевдораю на атомній енергії 1950-х років, навіть якщо вона прямо суперечить постапокаліптичній пустелі у всесвіті; і ілюстрація напруги між схильністю людства завдавати шкоди одне одному та двоїстим ставленням до технологічно розвиненого громадянського суспільства. Метью Берд із Den of Geek порівняв Волт-Боя і Міс Хвилинка із кінематографічного всесвіту Marvel, назвавши їх яскравими прикладами «усміхнених облич бюрократії, корупції та пропаганди», де оповідачі обирають ретрофутуристичні конструкції, щоб служити формою соціального коментаря. Вівіан Азімос відзначила, що популярне використання фірмової пози Волт-Боя у саркастичних обставинах є яскравим прикладом вмісту відеоігор, який утворює основу численних інтернет-мемів через його характер участі.